# Fūga Yamashiro
Fūga Yamashiro (山代 風我 Yamashiro Fūga?) es un director, animador y guionista gráfico de anime japonés. Es mejor conocido por su trabajo en la serie Dandadan.

## Biografía
Yamashiro nació el 15 de julio de 1993 en la Prefectura de Kioto, Japón. Se unió a Science Saru en 2016, comenzando su carrera como productor y asistente de producción en proyectos como Devilman Crybaby. Más adelante trabajó en roles de dirección de episodios y como guionista gráfico en series como Eizōken ni wa Te wo Dasu na! y Heike Monogatari.
En 2023, fue seleccionado por el productor Hiroaki Kojima para dirigir la adaptación animada de Dandadan. Según explicó en una entrevista, aceptó de inmediato tras leer el manga, destacando que lo atrajo su “mezcla de acción, comedia y terror” en una narrativa energética.
En 2025, fue nominado a Mejor Director en la 9.ª edición de los Crunchyroll Anime Awards por su trabajo en Dandadan.

### Estilo e influencias
Durante una entrevista en la Anime Expo 2024, explicó cómo abordó el uso del color para reflejar la dinámica entre géneros —romántico, comedia y acción— propios del manga. Indicó que cada yōkai o alienígena en pantalla tiene una paleta específica que “baña toda la escena” al aparecer. Esta técnica busca enfatizar los cambios de tono y ritmo, elemento esencial del estilo visual de Yamashiro. Incorporó elementos sonoros inspirados en tokusatsu y las primeras series de Ultraman, reflejando la afición del autor original y enriqueciendo la experiencia sensorial. También citó una lección clave de su mentor Masaaki Yuasa: “Timing is everything (El tiempo lo es todo)”. Esta frase, recurrentemente mencionada por ambos, se convirtió en una guía para mantener un equilibrio entre escenas rápidas y más pausadas. Otro reto importante fue preservar la esencia emotiva del manga, más que replicar viñetas literalmente. En otra entrevista, Yamashiro señaló que leyó la serie por primera vez cuando le propusieron el proyecto, y se comprometió a trasladar la “densidad emocional” del manga al anime.

## Trabajos

### Series de televisión
Destaca papeles con funciones de dirección de series.
     Destaca papeles con funciones de asistente de dirección o supervisión.
| Año  | Título                       | Director(es)                     | Estudio      | Funciones                                                                    | Refs.         |
| ---- | ---------------------------- | -------------------------------- | ------------ | ---------------------------------------------------------------------------- | ------------- |
| 2019 | Super Shiro                  | Tomohisa Shimoyama Masaaki Yuasa | Science Saru | Director de episodio (#15) Guionista gráfico (#15)                           | [ 11 ]        |
| 2020 | Eizōken ni wa Te wo Dasu na! | Masaaki Yuasa                    | Science Saru | Director asistente Director de episodios (#4, 10) Guionista gráfico (#4, 10) | [ 12 ]        |
| 2022 | Heike Monogatari             | Naoko Yamada                     | Science Saru | Director de episodio (#10) Guionista gráfico (#10)                           | [ 13 ]        |
| 2024 | Dandadan                     | Fūga Yamashiro                   | Science Saru | Director asistente Director de episodio (#1) Guionista gráfico (#1-2)        | [ 14 ] [ 15 ] |
| 2025 | Dandadan 2nd Season          | Fūga Yamashiro Abel Góngora      | Science Saru | Director                                                                     | [ 16 ] [ 17 ] |

### Películas
Destaca papeles con funciones de asistente de dirección o supervisión.
| Año  | Título                           | Director(es)  | Estudio      | Funciones                             | Refs.  |
| ---- | -------------------------------- | ------------- | ------------ | ------------------------------------- | ------ |
| 2017 | Yoru wa Mijikashi Aruke yo Otome | Masaaki Yuasa | Science Saru | Gestión de producción                 | [ 18 ] |
| 2017 | Yoake Tsugeru Lu no Uta          | Masaaki Yuasa | Science Saru | Oficina de producción                 | [ 19 ] |
| 2019 | Kimi to, Nami ni Noretara        | Masaaki Yuasa | Science Saru | Director de unidad asistente          | [ 20 ] |
| 2022 | Inu-Oh                           | Masaaki Yuasa | Science Saru | Director asistente Director de unidad | [ 21 ] |

### ONAs
Destaca papeles con funciones de asistente de dirección o supervisión.
| Año  | Título                     | Director(es)   | Estudio      | Funciones                                                                 | Refs.  |
| ---- | -------------------------- | -------------- | ------------ | ------------------------------------------------------------------------- | ------ |
| 2018 | Devilman Crybaby           | Masaaki Yuasa  | Science Saru | Gestión de producción (#2, 9-10)                                          | [ 22 ] |
| 2022 | Yojōhan Time Machine Blues | Shingo Natsume | Science Saru | Director asistente Director de episodios (#1-2, 4) Guionista gráfico (#2) | [ 23 ] |

## Premios y nominaciones
| Año  | Premio                   | Categoría      | Obra     | Resultado | Refs.       |
| ---- | ------------------------ | -------------- | -------- | --------- | ----------- |
| 2025 | Crunchyroll Anime Awards | Mejor Director | Dandadan | Nominado  | [ 7 ] [ 8 ] |